# The Celestial Zone

The Celestial Zone est un manhua créé en 1999 par le très prolifique auteur Wee Tian Beng dont les 6 premiers volumes ont été édités en France par Toki.
Il nous raconte la quête d'une poignée de combattants aux pouvoirs prodigieux qui affrontent la puissante voie démoniaque. 
Cet univers incroyable se déroule en Chine à une époque fictive où la lutte pour le pouvoir fait rage, les guerres se succèdent, faisant couler des rivières de sang, l’équilibre et l’harmonie sont rompus, les forces obscures progressent peu à peu. 
La zone céleste est propice à tous ces combats et seules les personnes ayant acquis l'entraînement nécessaire sont capables d'y pénétrer. 
Un jour, Xing Ling, jeune martialiste éprise de justice et se battant pour les plus démunis, se retrouve face à face à Un Gui Chi, monstre sanguinaire de la voie démoniaque. 
S'ensuit un combat qui changera alors complètement sa destinée : amitié, ennemis, entraînement, dépassement de soi... 
À travers Xing Ling, on découvre un monde foisonnant et incroyable, doté de scènes de combats spectaculaires et puissantes, dont le récit est parsemé d'une bonne dose d'humour. 
Fidèle à la culture chinoise, l'œuvre s'inscrit véritablement dans le genre du Wu Xia Pian fantastique.
Selon les propres mots de Wee Tian Beng, le thème principal de The Celestial Zone n’est rien de moins qu’un « royaume sans limites », propice à « ouvrir les portes d’une imagination infinie »
« Le scénario de TCZ est ancré dans la culture et l’histoire de la Chine, avec l’époque des Royaumes Combattants, le Taoïsme, les anciens chants folkloriques, le weiqi (jeu de Go) ou encore l’acuponcture. Certains personnages de la série sont aussi inspirés de grands personnages issus de la littérature classique chinoise, de la mythologie chinoise, et des quatre créatures célestes de la Chine. »

## Résumé des Tomes 1 et 2
Tome 1 : La reine des bandits
Xing Ling est une jeune aventurière éprise de justice, un peu naïve parfois, mais d’une nature généreuse, combattant les bandits pour protéger les populations.  
Mais un jour, pensant combattre un quelconque pillard, elle se retrouve en réalité face à un être monstrueux, un Gui Chi, dont la puissance est hors du commun...
Heureusement, deux inconnus, Wang Chan et Xue Wu, viennent à son secours. Ils impressionnent Xing Ling par leurs prouesses. Celle-ci découvre qu’ils appartiennent à la Zone Céleste, lieu extraordinaire où se combattent depuis longtemps humains et démons.
Ils n’ont qu’un but : vaincre les êtres maléfiques qui se multiplient de manière effroyable. La tâche n’est pas mince : Xing Ling est témoin de l’acharnement des Gui Chi et des Yao Mei contre un malheureux village… 
Elle décide alors d’accompagner Wang Chan et Xue Wu dans leur combat. C’est pour elle le début d’une longue quête initiatique, ponctuée de rencontres impressionnantes. 

Tome 2 : Bataille au clair de lune
Xing Ling doit se rendre à l’évidence : malgré sa bonne volonté, ses capacités en matière de combat ne sont pas encore suffisantes pour combattre les créatures maléfiques de la Zone Céleste… Encore une fois, elle est sauvée in extremis par Wei Qi, un énigmatique joueur de go : ami ou ennemi ? 
Pendant ce temps, Wang Chan et Xue Wu, ses nouveaux compagnons, affrontent des Yao Mei, adversaires encore bien plus redoutables que les Gui Chi. Ils en sortent vainqueurs après de longs efforts et grâce à l’aide précieuse d’une jeune fille qui disparaît aussitôt. Profitant de ce bref répit, Xing Ling en apprend toujours plus sur la vie et les talents de Wang Chan et de Xue Wu. 
Mais le repos est de courte durée : les Yao Mei et les Gui Chi passent à l’attaque !

## Personnages importants
Voie juste
- Xing Ling, l'héroïne naïve, dans laquelle s'invite l'esprit d'Emei, ce qui lui confère un pouvoir effroyable
- Chi Xue, l'exterminatrice du mal (la faucheuse de démons en version française)
- Wei Qi, l'incorrigible joueur de Go qui en pince pour Chuyi et Xuan Hua Tian Yuan
- Wang Chan, du mont Rêve-de-Nuage
- Chi Shang, la sœur jumelle de Chi Xue, qui est aveugle
- Xue Wu, l'égoïste, égocentrique, malade mental et assoiffé de pouvoir, compagnon de Wang Chan
- Chuyi qui, bien qu'elle soit neutre (elle sauve Xuan Tian le corbeau), prend vite parti en devenant l'amie de Xing Ling

Neutres
- Panda Sage
- Panda Belle
- Xuan Hua Tian Huan, la nièce de Xuan hua Divine, qui est amoureuse de Wei Qi

Voix démoniaque
- Moon Monarch (la Reine noire en version française), la manipulatrice combattante assoiffée de pouvoir
- Blazing Sun (Soleil Ardent en version française), la personne la plus proche de Moon Monarch car entraîné par le même sensei lorsqu'ils étaient jeunes. Avec Xuan Hua Divine, ils sont les maîtres des trois sectes de la Voie Démoniaque. Il se fait facilement manipuler par la Reine Noire, qui exploite cette faiblesse au maximum.
- Xuan Hua Divine, le colosse à la force physique exceptionnelle, maître d'une des trois grandes sectes.
- Jian Ao - Dragon Azur, le disciple de Soleil Ardent, qui n'est pas foncièrement mauvais mais qui doit tout à son tuteur
- Zi yan - Tigre Blanc, amoureuse de Wang Chan, qui est loin d'être démoniaque mais qui se fait en permanence manipuler par Moon Monarch
- Phénix de Feu, les deux frère et sœur siamois qui combattent grâce aux capacités de chacun
- Tortue Noire, l'un des gardiens de la Zone Celeste
- Lapin de jade (Little Jade Rabbit en version originale), la perverse combattante peu talentueuse, émissaire de Moon Monarch
- Crapaud, la deuxième émissaire de Moon Monarch, qui sécrète des poisons mortels
- Prince ( ... - so-and-so en version originale), qui est jaloux, orgueilleux, lâche, ridicule, minable, pernitieux et pitoyable, et qui aspire la puissance de ceux qu'il trahit
- Xuan Tian le corbeau, la perfide combattante qui peut se transformer afin d'acquérir une dangereuse puissance

## Celestial Zone II
Une suite existe, sous le nom de Celestial Zone II, assez intéressante car elle va ravir les fans en étant dans l'esprit de la première saison, tout en étant sympathique par son changement assez radical au niveau pratique : les dessins sont les mêmes malgré les visages un peu plus ronds, mais le format a beaucoup évolué : désormais de la taille d'un magazine, chaque tome est également un peu plus court en nombre de pages. L'intrigue est intéressante mais on voit qu'elle traîne énormément, comptant en tout 40 tomes, ce qui est énorme, à un but sûrement beaucoup commercial. Xing Ling n'occupe plus véritablement la place d'héroïne principale, la cédant à Xing Yun, un nouveau personnage du mont Rêve de Nuage. Dans les personnages importants, Tortue Noire, cité dans la première saison, est très présent, ainsi que Golden Nymph (Nymphe d'Or), une "cinquième créature céleste"...